# Dirty Bomb (игра)
Dirty Bomb — массовый многопользовательский шутер от первого лица, находящийся в разработке студии Splash Damage, который вышел, в режиме открытой бета-версии, 2 июня 2015 года. Игра распространяется по модели Free-to-play.

## Игровой процесс
Игра сочетает в себе тактику, быстрые перестрелки и множество игровых персонажей, что даёт большой простор для командной игры. Перед каждым матчем игрок может собрать отряд из 3 персонажей. Во время игры можно переключаться между персонажами своего отряда.
Количество наёмников постоянно растёт и на данный момент выбирать можно из 23 персонажей. Каждый из них имеет уникальное умение и свои особенности. На поле боя они выполняют одну из пяти основных ролей — Штурмовик, Диверсант, Инженер, Медик и Разведчик.

### Штурмовики
Это выносливые наёмники, специализирующиеся на использовании тяжёлого оружия и различных видов гранат. В качестве основного оружия они используют пулемёты, гранатомёты и др. крупнокалиберное вооружение, что делает их превосходными бойцами на коротких дистанциях и в закрытых помещениях. К данному классу относятся такие персонажи, как Fragger, вооружённый осколочными гранатами, Rhino, вооружённый миниганом, Nader, вооружённая гранатомётом, и Thunder, имеющий при себе оглушающие гранаты.

### Диверсанты
Это наёмники, специализирующиеся на боях на средних дистанциях и оказании огневой поддержки команде. Они могут раздавать боеприпасы себе и другим игрокам, а возможность нанести точечный удар по позициям противника может в корне переломить ход сражения. К ним относятся Skyhammer, способный вызывать бомбардировщик, Arty, вызывающий артиллерийский удар, Kira, управляющая орбитальным лазером, Stoker, вооружённый зажигательными гранатами и Javelin, вооружённая ракетной установкой.

### Инженеры
Основной особенностью наёмников, способных выполнять эту роль на поле боя, является то, что они способны починить всё, что угодно и сделают это максимально быстро. К этому классу принадлежат Proxy, способная устанавливать противопехотные мины, Bushwhacker, устанавливающий турели, Fletcher, вооружённый бомбами-липучками и Turtle, который может установить энергетический щит.

### Медики
Распознать наёмника, который может выполнять эту роль на поле боя не сложно. У него всегда при себе аптечка и дефибриллятор или лечебная пушка, с помощью которых он сможет в любую секунду поставить на ноги раненого союзника. Но ввиду слабой боевой мощи, таких наёмников необходимо всегда защищать и помогать им в сражениях. К медикам относятся Aura, способная установить лечебную станцию, Phoenix, имеющий способность возродиться, будучи выведенным из строя, Sawbonez, Sparks, имеющая при себе лечебную пушку вместо дефибриллятора и Guardian, способная установить небесный щит, который уничтожает вражескую взрывчатку.

### Разведчики
Если наёмник способен мастерски выслеживать все передвижения противника, то именно ему предстоит исполнять роль разведчика на поле боя. Многие из них предпочитают в качестве основного оружия мощные снайперские винтовки, что позволяет им расправляться с противником на дальних дистанциях. К таким наёмникам относятся Vassili, способный устанавливать датчик сердцебиения, Aimee, устанавливающая следящее устройство, которое ослабляет противника в радиусе его действия, Redeye, имеющий при себе дымовую гранату и ИК-очки, позволяющие ему видеть сквозь дым и выслеживать противника и Phantom, носящий броню с активным камуфляжем, позволяющую ему стать на некоторое время невидимым и отключающую вражескую технику, которая находится поблизости.

## Карты и режимы
В игре можно встретить весьма разнообразный набор карт и режимов. Зачастую одна и та же карта выглядит по-разному в зависимости от выбранного режима.
На данный момент в Dirty Bomb есть 3 режима игры: Противостояние, Боевая операция и Уничтожение.

### Противостояние
Этот режим игры состоит из двух раундов. В одном раунде игрок выступает за атакующих, в другом за защитников. Для победы необходимо выполнить определенный круг задач быстрее противника.

### Боевая операция
Одна команда атакует, а вторая защищается. Для победы атакующей стороне нужно успеть выполнить задачи миссии за определённое время. В свою очередь, защитники должны им помешать.

### Уничтожение (не используется)
Данный режим представляет собой командное сражение, в котором игроку в составе отряда необходимо уничтожить всех игроков в отряде противника.

## Разработка
Во время разработки название изменилось с Dirty Bomb на Extraction и обратно на первоначальное имя. Dirty Bomb вышла в открытый бета-тест в качестве бесплатной игры в июне 2015 года на платформе цифровой дистрибуции Steam. Первоначально, игрок мог выбирать из 12 играбельных персонажей. По состоянию на январь 2018 года доступно 23 персонажа.
18 октября 2018 года Splash Damage объявили, что прекратят выпуск нового контента для игры, однако сервера останутся активными пока существует заинтересованность со стороны игроков.

## Оценки и награды
В сентябре 2013 года игра получила награду PAX PRIME’13: Best playable за лучший игровой процесс. Награду вручал интернет-портал FPS Guru
Также интернет-портал WARP ZONE включил Dirty Bomb (a.k.a. Extraction) в список лучших продуктов, показанных на выставке PAX’13
Летом 2018 года, благодаря уязвимости в защите Steam Web API, стало известно, что точное количество пользователей сервиса Steam, которые играли в игру хотя бы один раз, составляет 5 760 753 человека.